# 寇鴻萍
寇鴻萍（英語：Isabella Kau Hung Ping，1961年9月26日—），1982年度香港小姐季軍。曾經從事保險行業工作。2022年7月，因11項蓄意意圖逃稅罪名成立而入獄9個月。

## 背景
寇鴻萍有兩名弟弟，自小在香港島華富邨長大，早年就讀廣悅堂基悅小學（小二起）、北角協同中學，繼而於聖約翰男女英文書院完成預科課程。預科畢業後在一間出入口貿易公司當文員，1981年8月起任職模特兒，直至1982年由母親提名參選香港小姐，當年參賽時報稱任職業餘模特兒，獲獎後簽約加入無綫電視，幕前發展數年便退出娛樂圈。
寇鴻萍經歷兩段婚姻，1987年與「70年代機械大王」唐全的兒子唐基華結婚，二人育有兩名女兒，1992年二人正式離婚。兩年後她認識了梁廷鏘，並於2003年9月22日在英國註冊結婚。
2003年寇鴻萍創立美容護膚品牌“ISAWORKSHOP”，專營各類護膚產品。另外還任職宏利金融高級分行經理及與兩名女兒創立Techwise Limited。2022年，寇鴻萍遭稅務局票控11項蓄意意圖逃稅罪名，控罪書指出，寇鴻萍於2009年至2017年期間，5次在提交課稅年度報稅表時，聲稱父親寇賡發與她連續全年同住，而無付出十足費用。在2010至2012年期間，3次在個別人士及連同的梁寇鴻萍公司損益帳上聲稱，辦公室助理支出為每年28.8萬港元；及在2012年，3次在僱主填報的薪酬及退休金報稅表上聲稱，僱員孫永斌及鍾永慧在該些年度內，每年份別獲9.6萬港元薪金。她早前否認全部控罪，經審訊後，於2022年7月15日在西九龍裁判法院被裁定全部控罪罪成，於同年7月29日被判入獄9個月，翌年1月提早出獄。

## 演藝作品

### 電視劇
- 1983年：《神鵰俠侶》 飾演 何沅君
- 1985年：《鍾無艷》
- 1986年：《倚天屠龍記》 飾演 五姑
- 1986年：《鑽石王老五》
- 1987年：《大運河》 飾演 蕭妃
- 1988年：《義薄雲天》

### 電影
- 1983年：《家在香港》 飾演 阿紅

### 主持
- 1982年：《婦女新姿》
- 198?年：《歡樂今宵》

### 嘉賓
- 2018年：奇妙電視《喜出望外》

### 廣告
- 《金龜嘜魷魚絲》 （页面存档备份，存于）